# Walter Dießner
Walter Dießner   (Meissen, 26 de desembre de 1954) és un remer alemany, ja retirat, que va competir sota bandera de la República Democràtica Alemanya durant la dècada de 1970. És el germà bessó d'Ullrich Dießner i el pare de Jörg Dießner, ambdós remers.
El 1976 va prendre part en els Jocs Olímpics d'Estiu de Mont-real, on guanyà la medalla de plata en la prova del quatre amb timoner del programa de rem. Formà equip amb Andreas Schulz, Rudiger Kunze, Ullrich Dießner i Johannes Thomas. Quatre anys més tard, als Jocs de Moscou, guanyà la medalla d'or en la mateixa prova. En aquesta ocasió formà equip amb Dieter Wendisch, Ullrich Dießner, Gottfried Dohn i Andreas Gregor
En el seu palmarès també destaquen cinc medalles al Campionat del Món de rem, quatre d'or el 1974, 1977, 1978 i 1979, i una de plata, el 1975, sempre en el quatre amb timoner; així com quatre campionats nacionals.